# Crispatotrochus woodsi
Crispatotrochus woodsi is een rifkoralensoort uit de familie van de Caryophylliidae. De wetenschappelijke naam van de soort is voor het eerst geldig gepubliceerd in 1964 door Wells.